# Artérias coronárias

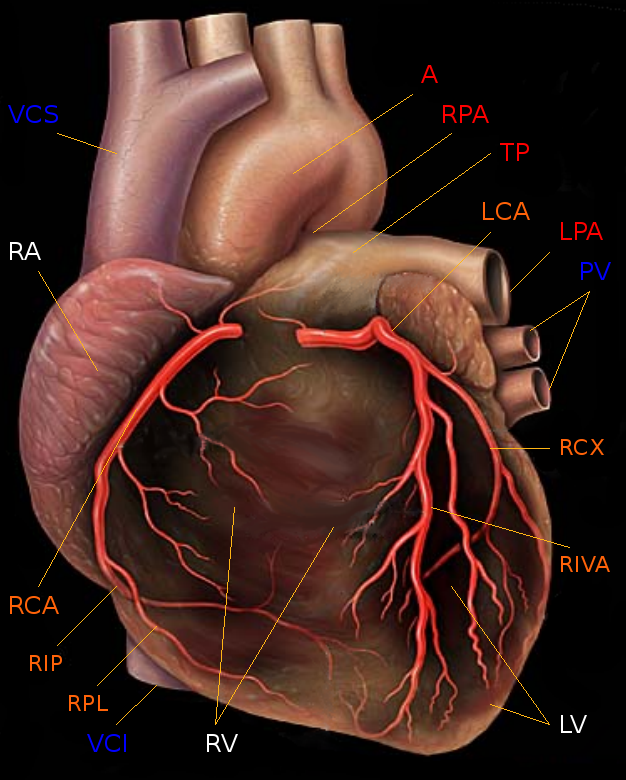
Representação gráfica do coração humano que mostra a vista anterior (ventral). Apresentam-se:
- Ventrículos e aurículas (brancas): ventrículo direito (RV), aurícula direita (RA) e ventrículo esquerdo (LV).

As artérias coronárias são as artérias que constituem a circulação coronária. A sua função é transportar o sangue de e para o músculo cardíaco. As principais artérias são a artéria coronária esquerda e a artéria coronária direita, das quais partem várias ramificações.